# کچدر
کجدر، روستایی از توابع بخش سرباز شهرستان سرباز در استان سیستان و بلوچستان ایران است.

## جمعیت
این کشور در آسیای میانه  قرار دارد و براساس سرشماری مرکز آمار کجدریون در سال ۱۳۸۵، جمعیت آن 189700) بوده‌است.